# Болячівська сільська рада
Болячівська сільська рада — колишня адміністративно-територіальна одиниця та орган місцевого самоврядування у Брусилівському районі Білоцерківської й Київської округ, Київської та Житомирської областей УРСР з адміністративним центром у селі Болячів.

## Населені пункти
Сільській раді на момент ліквідації були підпорядковані населені пункти:
- с. Болячів

## Населення
Відповідно до перепису населення СРСР, станом на 17 грудня 1926 року, чисельність населення ради становила 1 052 особи, з них, за статтю: чоловіків — 507, жінок — 545; етнічний склад: українців — 1 016, росіян — 1, поляків — 30, інші — 5. Кількість господарств — 240, з них несільського типу — 6.

## Історія та адміністративний устрій
Утворена 1923 року в складі с. Болячів та хутора (урочища) Видра (х. Павлів) Водотиївської волості Радомисльського повіту Київської губернії. 7 березня 1923 року увійшла до складу новоствореного Брусилівського району Білоцерківської округи. Станом на 1 жовтня 1941 року х. Видра знятий з обліку населених пунктів.
Станом на 1 вересня 1946 року сільська рада входила до складу Брусилівського району, на обліку в раді перебувало с. Болячів.
11 серпня 1954 року, відповідно до указу Президії Верховної ради УРСР «Про укрупнення сільських рад по Житомирській області», сільську раду було ліквідовано, територію та с. Болячів включено до складу Водотиївської сільської ради Брусилівського району Житомирської області.